# DDR-Oberliga w piłce nożnej (1957)
Sezon 1957 był dziewiątym sezonem DDR-Oberligi, stanowiącej pierwszy poziom rozgrywek w NRD.

## Tabela
| Miejsce | Klub                            | M  | Z  | R  | P  | Bramki | Różnica | Punkty |
| ------- | ------------------------------- | -- | -- | -- | -- | ------ | ------- | ------ |
| 1.      | SC Wismut Karl-Marx-Stadt (M)   | 26 | 16 | 4  | 6  | 49:28  | +21     | 36-16  |
| 2.      | ASK Vorwärts Berlin             | 26 | 13 | 7  | 6  | 45:22  | +23     | 33-19  |
| 3.      | SC Rotation Leipzig             | 26 | 12 | 8  | 6  | 40:29  | +11     | 32-20  |
| 4.      | SC Motor Jena (A)               | 26 | 11 | 6  | 9  | 41:29  | +12     | 28-24  |
| 5.      | SC Aktivist Brieske-Senftenberg | 26 | 11 | 6  | 9  | 33:26  | +7      | 28-24  |
| 6.      | SC Turbine Erfurt               | 26 | 10 | 7  | 9  | 37:33  | +4      | 27-25  |
| 7.      | SC Lokomotive Leipzig           | 26 | 9  | 8  | 9  | 36:32  | +4      | 26-26  |
| 8.      | SC Einheit Dresden              | 26 | 8  | 9  | 9  | 40:44  | -4      | 25-27  |
| 9.      | SC Fortschritt Weißenfels       | 26 | 8  | 7  | 11 | 38:38  | ±0      | 23-29  |
| 10.     | BSG Motor Zwickau               | 26 | 9  | 5  | 12 | 35:43  | -8      | 23-29  |
| 11.     | BSG Rotation Babelsberg         | 26 | 8  | 7  | 11 | 29:44  | -15     | 23-29  |
| 12.     | SC Chemie Halle-Leuna (A, P)    | 26 | 9  | 4  | 13 | 42:51  | -9      | 22-30  |
| 13.     | BSG Lokomotive Stendal          | 26 | 9  | 4  | 13 | 28:43  | -15     | 22-30  |
| 14.     | SC Motor Karl-Marx-Stadt        | 26 | 3  | 10 | 13 | 31:62  | -31     | 16-36  |

| Mistrz | Zdobywca Pucharu NRD | Spadek |

| (M) Mistrz w poprzednim sezonie                                        |
| (P) Zdobywca Pucharu NRD w poprzednim sezonie                          |
| (A) Kluby, które wywalczyły awans do DDR-Oberligi w poprzednim sezonie |

## Europejskie puchary
Mistrz poprzedniego sezonu DDR-Oberligi – SC Wismut Karl-Marx-Stadt, występował w sezonie 1957/1958 Pucharu Europy Mistrzów Klubowych. W rundzie wstępnej pokonał w dwumeczu 4:4 Gwardię Warszawa (po rzucie monetą), jednak w pierwszej rundzie uległ w dwumeczu 1:4 Ajaksowi.
| Sezon     | Rozgrywki                        | Runda   | Przeciwnik       | I mecz | II mecz | Łącznie |
| --------- | -------------------------------- | ------- | ---------------- | ------ | ------- | ------- |
| 1957/1958 | Puchar Europy Mistrzów Klubowych | el.     | Gwardia Warszawa | 1:3    | 3:1     | 4:4     |
| 1957/1958 | Puchar Europy Mistrzów Klubowych | I runda | AFC Ajax         | 1:3    | 0:1     | 1:4     |